# Stazione di Fontanetto Po
Stazione di Fontanetto Po vasútállomás Olaszországban, Fontanetto Po településen.

## Vasútvonalak
Az állomást az alábbi vasútvonalak érintik:
- Chivasso–Alessandria-vasútvonal

## Kapcsolódó állomások
A vasútállomáshoz az alábbi állomások vannak a legközelebb:
- Stazione di Crescentino
- Stazione di Palazzolo Vercellese